# 慶林寺 (松戸市)
慶林寺（けいりんじ）は、千葉県松戸市にある真言宗豊山派の寺院。

## 概略と沿革
1565年（永禄8年）、小金城城主高城胤辰の開基である。胤辰の父胤吉の奥方（月菴珪林尼）の菩提を弔うために建立したもので、当時は「桂林寺」という名称だった。
1591年（天正19年）、徳川家康が寺領10石を与えたときに「慶林寺」と改称した。

## 墓所
- 月菴珪林尼（高城胤吉の妻）
- 綿貫氏（小金牧の牧士頭、野馬奉行を世襲）

## 交通アクセス
- JR東日本常磐線北小金駅北口より徒歩約3分（経路案内）。